# Marcel Titsch-Rivero
Marcel Titsch-Rivero (Frankfurt am Main, 2 december 1989) is een Duitse voetballer. Hij speelt sinds 2012 als middenvelder bij 1. FC Heidenheim na eerder onder contract te hebben gestaan bij Eintracht Frankfurt. In het seizoen 2010/2011 speelde hij slechts één wedstrijd, als invaller. Opmerkelijk genoeg kreeg hij in die wedstrijd binnen 43 seconden een rode kaart, een record in de Bundesliga.

## Carrière
| Seizoen        | Club                | Land      | Competitie | Wed. | Goals |
| -------------- | ------------------- | --------- | ---------- | ---- | ----- |
| 2009/10        | Eintracht Frankfurt | Duitsland | Bundesliga | 1    | 0     |
| 2010/11        | Eintracht Frankfurt | Duitsland | Bundesliga | 1    | 0     |
| Totaal         | Totaal              | Totaal    | Totaal     | 2    | 0     |
| Bijgewerkt tot | 25 december 2011    |           |            |      |       |